# Cordia harara
Cordia harara là loài thực vật có hoa trong họ Mồ hôi. Loài này được Beck mô tả khoa học đầu tiên năm 1888.